# Livadiá
Ne doit pas être confondu avec Livadia, ville de Crimée
Pour les articles homonymes, voir Livadia.
Livadiá (grec moderne : Η Λιβαδειά ou Η Λειβαδιά) ou Levádia (Η Λεβάδεια : le « creux », le « bassin »), parfois aussi appelée par sa forme francisée Lébadée ou Lébadie, est la capitale du district régional de Béotie en Grèce et le siège du dème homonyme.
Elle est située près de la frontière ouest de la Béotie antique, entre le mont Hélicon et la ville antique de Chéronée. La rivière Hercyna traverse la ville depuis le sud vers le nord.
Elle est aujourd'hui un important centre industriel, principalement textile.

## Histoire
Dans la zone, sur le conseil d'un Athénien nommé Lébade, les habitants de la ville homérique de Midée (Μίδεια) se transplantèrent dans la plaine et fondèrent Lébadée (Pausanias 9, 39). La ville gagna en importance à cause de l'oracle de Trophonios qui fut consulté par Crésus et Mardonios, et qui fut le dernier oracle à être consulté en Béotie.
La ville fut saccagée par Lysandre lors de la Guerre de Corinthe. Dans la guerre contre Persée de Macédoine elle fut favorable à Rome tandis que Thèbes, Haliarte et Coronée prirent le parti de la Macédoine.
Elle fut à nouveau saccagée par Archélaos, général de Mithridate. Cependant, du temps de Pausanias, elle était devenue la ville la plus prospère de Béotie.
Sa position géographique, sur la route nord-sud et à la sortie des défilés du Parnasse, lui fit gagner de l'importance au Moyen Âge. Elle fut alors très disputée. Au XIIIe siècle, elle appartenait aux Ducs d'Athènes. Elle fut conquise par les Catalans qui y construisirent une forteresse, prise par les Navarrais en 1380.
Les Ottomans en firent la capitale de plusieurs sandjaks et une ville importante de Grèce.
Durant la guerre d'indépendance grecque, Livadiá fut au centre de plusieurs actions des bandes de klephtes insurgés qui prirent d'assaut la forteresse ottomane, l'occupant.

## Personnalités
- Ioánnis Logothétis homme politique, chef de l'État
- Ioánnis Maniátis, joueur de football